# Plesina africana
Plesina africana är en tvåvingeart som beskrevs av Kugler 1978. Plesina africana ingår i släktet Plesina och familjen parasitflugor.
Artens utbredningsområde är Nigeria. Inga underarter finns listade i Catalogue of Life.